# استنلی رالف راس
استنلی رالف رُزنبرگ (انگلیسی: Stanley Ralph Rosenberg؛ ‏ ‏۲۲ ژوئیهٔ ۱۹۳۵ – ۱۶ مارس ۲۰۰۰) فیلم‌نامه‌نویس، بازیگر و ترانه‌سرا اهل ایالات متحده آمریکا بود.

## گزیده فیلم‌شناسی
- درخواب‌فرورفته (۱۹۷۳)
- جان گلدفارب، لطفاً به خانه بروید! (۱۹۶۴)
- فیلمی از آلن اسمیتی: بسوزان هالیوود بسوزان (۱۹۹۸)